# Jiří Srnec
Jiří Srnec, né le 29 août 1931 à Žalov en Tchécoslovaquie) et mort le 28 novembre 2021, est un dramaturge, scénographe, metteur en scène, concepteur et compositeur tchécoslovaque puis tchèque, directeur du Théâtre Noir Jiří Srnec.

## Biographie

### Activités d'étude et de théâtre
Il a travaillé avec le théâtre Semafor, le théâtre Laterna magika, les théâtres Spejbl et Hurvínek et l'opéra national de Munich. De 1989 à 1991, il a fondé et dirigé l'ensemble Imaginativ Praha.

### Vie personnelle
Depuis 1981, il est marié à la danseuse et actrice Emma Srncová (cs). Ils ont trois enfants qui travaillent ensemble au Théâtre noir Jiří Srnec. Son fils aîné, Jiří Aster Srnec, est son directeur. Adéla Srncová se consacre à la chorégraphie, à la danse expressive et à l'improvisation dansante. La plus jeune fille, Anna Srncová (ou Barbora Srncová (cs)), est membre de l'ensemble de ballet du théâtre Josef Kajetán Tyl (en) à Pilsen.

## Récompenses et distinctions
- En 2011, il a reçu la Médaille du mérite de l'État pour son activité artistique et sa représentation de l'art tchèque dans le monde.
- Le 24 mars 2018, il a reçu le  prix Thalia 2017 pour sa contribution artistique exceptionnelle au théâtre tchèque[2].